# Рыбак, Борис Моисеевич
Борис Моисеевич Рыбак (30 июля 1909, Ростов-на-Дону, область Войска Донского — 17 июля 1961) — советский государственный деятель.

## Биография
Борис Рыбак родился 30 июля 1909 года в Ростове-на-Дону. 
Работать Рыбак начал в 1918 году, сначала на кустарном мыловаренном заводе братьев Ржевских и Рененбаума, затем рабочим, лаборантом. В 1926 году окончил школу 2-й ступени и в 1927 году поступил в Азербайджанский политехнический институт, который окончил в 1932 году. 
Работал инженером, начальником лаборатории, главным инженером Азнефти. Член КПСС.
Впоследствии стал заместителем начальника технического отдела в Наркомнефти, заместителем наркома нефтяной промышленности СССР, начальником Специального бюро Минюжзападнефти и заместителем председателя Технического совета Наркомата нефтяной промышленности СССР. Руководил Гурьевским нефтеперерабатывающим заводом. Работал директором Высших инженерных курсов Министерства нефтяной промышленности Восточных районов, директором Академии нефтяной промышленности. 
В ноябре 1950 г. был репрессирован и приговорен решением Особого Совещания при Министре государственной безопасности СССР к 10 годам ИТЛ по ст. 58 п. 10 ч. 1, 11. Отбывал наказание в Речлаге МВД СССР, где работал на стройке  и в угольной шахте рабочим, в январе 1955 г. был освобожден и реабилитирован. 
Рыбак был также профессором и заведующим кафедрой нефти и газа Всесоюзного заочного политехнического института в Москве.
Борис Моисеевич Рыбак умер 17 июля 1961 года.

## Награды и звания
- Два ордена Ленина (1942[6], 1944[7])
- Орден Трудового Красного Знамени[4]
- Медаль «За оборону Москвы»[3]
- Сталинская премия второй степени  (1942) — за разработку и внедрение метода увеличения выработки авиабензинов на действующих установках и заводах
- Сталинская премия третьей степени (1947) — за разработку нового метода окисления нефтяных продуктов и применение продуктов окисления в качестве деэмульгаторов сырых нефтей и присадок к смазкам